# Leptaulax elegans
Leptaulax elegans es una especie de coleóptero de la familia Passalidae.

## Distribución geográfica
Habita en Península de Malaca y Sumatra (Indonesia).